# Listă de filme de animație din 2001
Aceasta este o listă de filme de animație din anul 2001:
| Titlu                                                                            | Țara                                                             | Regizor                       | Studio                        | Tehnici de animație | Note  |
| -------------------------------------------------------------------------------- | ---------------------------------------------------------------- | ----------------------------- | ----------------------------- | ------------------- | ----- |
| 10 + 2: The Great Secret 10 + 2: El gran secret                                  | Spania                                                           |                               |                               |                     |       |
| Aida of the Trees Aida degli alberi                                              | Italia · Regatul Unit al Marii Britanii și al Irlandei de Nord   |                               |                               |                     |       |
| Atlantis: The Lost Empire                                                        | Statele Unite ale Americii                                       | Gary Trousdale and Kirk Wise  | Walt Disney Animation Studios | Traditional         |       |
| Barbie in the Nutcracker                                                         | Statele Unite ale Americii                                       |                               |                               |                     |       |
| Becassine and the Viking Treasure Bécassine - Le trésor Viking                   | Franța                                                           |                               |                               |                     |       |
| Christmas Carol: The Movie                                                       | Regatul Unit al Marii Britanii și al Irlandei de Nord · Germania |                               |                               |                     |       |
| Commando Stoertebeker Kommando Störtebeker                                       | Germania                                                         |                               |                               |                     |       |
| Cowboy Bebop: The Movie                                                          | Japonia · Statele Unite ale Americii                             |                               |                               |                     |       |
| Detective Conan: Countdown to Heaven                                             | Japonia                                                          |                               |                               |                     |       |
| Crayon Shin-chan: The Adult Empire Strikes Back                                  | Japonia                                                          |                               |                               |                     |       |
| Final Fantasy: The Spirits Within                                                | Japonia · Statele Unite ale Americii                             |                               |                               |                     |       |
| Fracasse                                                                         | Spania · Franța                                                  |                               |                               |                     | [ 1 ] |
| Franklin's Magic Christmas                                                       | Canada                                                           |                               |                               |                     |       |
| The Happy Cricket O Grilo Feliz                                                  | Brazilia                                                         |                               |                               |                     | [ 2 ] |
| Hay - The Gazelle Child                                                          | Liga Arabă                                                       |                               |                               |                     |       |
| Initial D: Extra Stage                                                           | Japonia                                                          |                               |                               |                     |       |
| Initial D: Third Stage                                                           | Japonia                                                          |                               |                               |                     |       |
| InuYasha the Movie: Affections Touching Across Time                              | Japonia                                                          |                               |                               |                     |       |
| The Jar: A Tale from the East                                                    | Siria                                                            |                               |                               |                     |       |
| Jimmy Neutron: Boy Genius                                                        | Statele Unite ale Americii                                       |                               |                               |                     |       |
| Mickey's Magical Christmas: Snowed in at the House of Mouse                      | Statele Unite ale Americii                                       |                               |                               |                     |       |
| The Kid aka. Gahan Wilson's The Kid                                              | Canada · Statele Unite ale Americii                              |                               |                               |                     |       |
| Lady and the Tramp II: Scamp's Adventure                                         | Statele Unite ale Americii · Australia                           |                               |                               |                     |       |
| The Land Before Time VIII: The Big Freeze                                        | Statele Unite ale Americii                                       |                               |                               |                     |       |
| Ladybirds' Christmas Lepatriinude jõulud                                         | Estonia                                                          |                               |                               |                     |       |
| The Little Bear Movie                                                            | Canada                                                           |                               |                               |                     |       |
| The Little Polar Bear Die Kleine Eisbar                                          | Germania                                                         |                               |                               |                     |       |
| Little Potam Petit Potam                                                         | Franța                                                           |                               |                               |                     |       |
| The Living Forest                                                                | Spania                                                           |                               |                               |                     |       |
| Marco Polo: Return to Xanadu                                                     | Statele Unite ale Americii                                       |                               |                               |                     |       |
| Metropolis                                                                       | Japonia                                                          |                               |                               |                     |       |
| Mickey's Magical Christmas: Snowed in at the House of Mouse                      | Statele Unite ale Americii                                       |                               |                               |                     |       |
| Millennium Actress                                                               | Japonia                                                          |                               |                               |                     |       |
| Momo Momo alla conquista del tempo                                               | Italia · Germania                                                |                               |                               |                     |       |
| Monkeybone                                                                       | Statele Unite ale Americii                                       |                               |                               |                     |       |
| Monsters, Inc.                                                                   | Statele Unite ale Americii                                       | Mark Dindal and Eric Goldberg | Walt Disney Feature Animation | Traditional         |       |
| Mr. Blot's Triumph                                                               | Polonia                                                          |                               |                               |                     |       |
| Mutant Aliens                                                                    | Statele Unite ale Americii                                       |                               |                               |                     |       |
| My Life as McDull                                                                | Hong Kong                                                        |                               |                               |                     |       |
| One Piece: Clockwork Island Adventure                                            | Japonia                                                          |                               |                               |                     |       |
| Osmosis Jones                                                                    | Statele Unite ale Americii                                       |                               |                               |                     |       |
| The Pirates of Tortuga: Under the Black Flag Die Abrafaxe unter schwarzer flagge | Germania · Coreea de Sud                                         |                               |                               |                     |       |
| Pokémon 3: The Movie                                                             | Japonia                                                          |                               |                               |                     |       |
| Putih                                                                            | Malaysia                                                         |                               |                               |                     | [ 3 ] |
| ReBoot: Daemon Rising                                                            | Canada                                                           |                               |                               |                     |       |
| ReBoot: My Two Bobs                                                              | Canada                                                           |                               |                               |                     |       |
| Recess Christmas: Miracle on Third Street                                        | Statele Unite ale Americii                                       |                               |                               |                     |       |
| Recess: School's Out                                                             | Statele Unite ale Americii                                       |                               |                               |                     |       |
| Rolie Polie Olie: The Great Defender of Fun                                      | Canada · Franța                                                  |                               |                               |                     |       |
| Rudolph the Red-Nosed Reindeer and the Island of Misfit Toys                     | Statele Unite ale Americii                                       |                               |                               |                     |       |
| Sakura Wars: The Movie サクラ大戦 活動写真 (Sakura Taisen Katsudō Shashin)       | Japonia                                                          |                               |                               |                     |       |
| The Santa Claus Brothers                                                         | Canada · Statele Unite ale Americii                              |                               |                               |                     |       |
| Scooby-Doo and the Cyber Chase                                                   | Statele Unite ale Americii                                       |                               |                               |                     |       |
| Shenmue: The Movie                                                               | Japonia                                                          |                               |                               |                     |       |
| Shrek                                                                            | Statele Unite ale Americii                                       |                               |                               |                     |       |
| Spirited Away                                                                    | Japonia                                                          |                               |                               |                     |       |
| Titanic: The Animated Movie                                                      | Italia                                                           |                               |                               |                     |       |
| Tom and Jerry: The Magic Ring                                                    | Statele Unite ale Americii                                       |                               |                               |                     |       |
| The Trumpet of the Swan                                                          | Statele Unite ale Americii                                       |                               |                               |                     |       |
| Waking Life                                                                      | Statele Unite ale Americii                                       |                               |                               |                     |       |
| WXIII: Patlabor the Movie 3                                                      | Japonia                                                          |                               |                               |                     |       |